# Université de Belgrano
 (juin 2017).
Si vous disposez d'ouvrages ou d'articles de référence ou si vous connaissez des sites web de qualité traitant du thème abordé ici, merci de compléter l'article en donnant les références utiles à sa vérifiabilité et en les liant à la section « Notes et références ».
L'université de Belgrano (en espagnol : Universidad de Belgrano) est une université privée située dans le quartier de Belgrano à Buenos Aires, en Argentine. Elle fut créée en 1964.

## Organisation
Elle compte 9 facultés :
- Architecture et urbanisme
- Droits et sciences sociales
- Sciences économiques
- Humanité
- Ingénierie et technologie informatique
- Sciences agraires
- Langues et études étrangères
- Sciences de la santé
- Sciences exactes

## Personnalités liées à l'université

### Étudiants notables
- Javier Milei
- Soledad Rosas